# Campus board

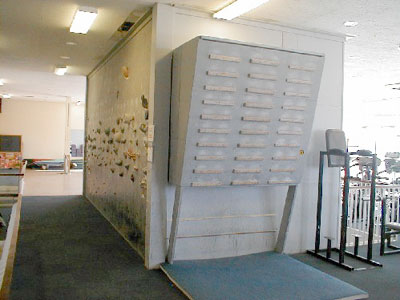
Un típico campus board en unas instalaciones para entrenamiento de escalada.

El campus board es una herramienta de entrenamiento que ha sido ampliamente adoptada por los escaladores deportivos para mejorar su rendimiento pliométrico y que ha dado lugar a mejoras espectaculares en la técnica de escalada en todas las disciplinas de escalada en roca. Fue inventado en 1988 por el escalador alemán Wolfgang Güllich para ayudarse a escalar la ruta consensuada más difícil del mundo en ese momento, Action Directe, y desde entonces se ha convertido en una herramienta de entrenamiento estándar para los escaladores.

## Descripción
Por lo general, el usuario sube o baja de la tabla usando solo las manos y, a menudo, salta de un punto a otro (es decir, ambas manos están fuera de la tabla mientras pasa de un punto a otro). Las campus boards pueden adoptar diversas formas y pueden incorporar una variedad de materiales. Las primeras campus boards, que todavía se usan hoy en día, estaban hechas de rieles de madera o listones delgados horizontales unidos a una tabla inclinada en una configuración similar a una escalera. Las versiones posteriores han utilizado presas de escalada atornilladas o secciones de un tubo. Una campus board generalmente se coloca en un ángulo de inclinación saliente. Una consideración para seleccionar el ángulo de inclinación es evitar cualquier interferencia que pueda resultar entre las piernas del usuario y la campus board o la pared.

## Desarrollo
El campus board fue inventado por el escalador alemán Wolfgang Güllich en 1988 mientras entrenaba para una nueva vía de escalada deportiva extrema llamada Action Directe, que requería una fuerza dinámica extrema en los dedos. El primer campus board se colgó en un gimnasio universitario llamado "The Campus Centre" en Núremberg. De ahí que el término "campus" se haya aplicado al nombre de la tabla de entrenamiento, método de entrenamiento y estilo de escalada, o "campusing" en el que solo se utilizan las manos y los brazos del usuario. En francés e italiano, el campus board se conoce como pan Güllich. Entre los primeros en adoptar el campus board se encuentran los escaladores británicos Jerry Moffatt y Ben Moon, que entrenaron con Gullich y su compañero de escalada Kurt Albert, en su gimnasio alemán.